# Богатырская (станция метро)
«Богаты́рская» — строящаяся станция Невско-Василеостровской линии Петербургского метрополитена. Будет располагаться между станциями «Беговая» и «Каменка».

## История

### Проектирование
В июне 2017 года стало известно о конкретных планах продолжения Невско-Василеостровской линии. Планировалось, что после того, как тоннелепроходческий механизированный комплекс «Надежда» завершит строительство тоннеля от «Беговой» до «Приморской», его демонтируют, а после привезут к стартовому котловану на Туристской улице, после чего щит отправится в сторону будущей станции «Планерная». 25 августа 2017 года щит «Надежда» вошёл в демонтажную камеру, после чего планировалось за 2 месяца выполнить демонтаж. Из-за того, что Главгосэкспертиза заложила на демонтаж, транспортировку, ремонт и монтаж щита 36 млн рублей вместо требующих 180 млн рублей, а Смольный не спешил выделять деньги, дальнейшая судьба щита находилась в подвешенном состоянии. Генеральный директор «Метростроя» (банкрот с 31 августа 2021 года) Николай Александров заявил, что «ни в этом, ни в следующем году щит не пойдёт никуда». В дальнейшем, 36 млн рублей хватило, чтоб извлечь комплекс из тоннеля, его узлы перевезти к шахте на Крестовском острове, затем поднять на поверхность и развезти узлы по двум адресам: в цех управления механизации — электрогидрооборудование, шнек с приводом, а большую часть узлов отправить в шахту № 462 на Туристской улице.
В январе 2018 года Комитет по градостроительству и архитектуре Петербурга распорядился подготовить проект планировки и межевания для строительства перегона метро от «Беговой» до «Планерной». Планировка затронет участок в 18,4 га, который тянется от пересечения Туристской и Оптиков до угла Шуваловского проспекта и Парашютной улицы. Рабочее название новой станции «Зоопарк», официально её назовут «Планерная». 30 октября Глава комитета по развитию транспортной инфраструктуры Сергей Харлашкин заявил, что ввод участка метро от «Беговой» до станции «Шуваловский проспект», включая станцию «Туристская», запланирован на 2023 год. 22 ноября Комитет по градостроительству и архитектуре отменил собственное распоряжение о планировке территории, и тут же дал старт новому планированию до 20 ноября 2019 года.
21 февраля 2019 года Комитет по развитию транспортной инфраструктуры рассказал, что в течение нескольких месяцев будет объявлен тендер на строительство первых 500 метров продолжения зелёной линии от «Беговой» до «Планерной», а в начале 2020 года должна быть проведена закупка для строительства всего участка целиком. Работы будут проводиться с применением горнопроходческого комплекса «Надежда», который в настоящий момент стоит без работы. Закупка на строительство такого маленького участка (500 м) обосновывается тем, что пока подрядчик ведет подготовительные работы, выходит на площадку и начинает проходку, как раз должна закончиться корректировка документации и прохождение экспертизы для оставшихся 4,5 км участка. Данный «трюк» позволяет сэкономить от 7, а с учётом тонкостей строительства, до 12 месяцев. 10 апреля появилось распоряжение Комитета по градостроительству и архитектуре Петербурга по подготовке проекта планировки территории с точным местом размещения двух станций метро «Богатырская» и «Зоопарк». Однако в 2019 году никаких работ по строительству станции и перегонных тоннелей не производилось, щит «Надежда» был разобран и осенью 2019 года отправлен для строительства Московского метрополитена, где 20 февраля 2020 года начал проходку тоннеля на участке Большой кольцевой линии метро от станции «Кунцевская» до станции «Давыдково». В ноябре 2021 года стало известно о возвращении щита «Надежда» в Санкт-Петербург. Проходческий щит «Надежда» должен вернуться в Петербург из Москвы в марте 2022 года.

### Строительство
В марте 2022 года началась подготовка строительной площадки приемки деталей щита, который планировали запустить примерно в 2023 году. 19 апреля 2022 года председатель Комитета по развитию транспортной инфраструктуры Андрей Левакин сообщил, что в этом году «Метрострой Северной Столицы» приступит к прокладке линии от «Беговой» к станции «Каменка». В июле Главгосэкспертиза России выдала положительное заключение на подготовительный этап строительства участка Невско-Василеостровской линии Петербургского метрополитена до будущей станции «Каменка». В ноябре утверждено дополнительное соглашение на продолжение линии петербургского метро в рамках первого подготовительного этапа.
В декабре 2022 года стало известно, что проходка Невско-Василеостровской линии метрополитена со строительной площадки на Туристской улице в сторону будущих станций начнётся во втором квартале 2023 года. 10 июня 2023 года состоялся тестовый запуск ТМПК «Надежда». Щиту предстоит пройти участок длиной 4600 метров и установить более 2555 железобетонных колец. В среднем «Надежда» способна монтировать 6-7 колец диаметром более десяти метров в сутки.
В ноябре 2023 года на Туристской улице между Богатырским проспектом и Камышовой улицей метростроители приступили к монтажу забора вокруг будущей стройплощадки станционного комплекса Яхтенная (Богатырская) для сооружения "стен в грунте" и дальнейшего строительства станции, которое планируется завершить в 2028 году.

## Название
24 декабря 2013 года Топонимическая комиссия Санкт-Петербурга одобрила изменение проектного названия станции «Яхтенная» на «Туристская» Переименована постановлением правительства Санкт-Петербурга № 536 от 23 июня 2014 года.
В сентябре 2018 года стало известно, что Топонимическая комиссия готовит проект переименования станции c «Туристская» на «Богатырская». Это обусловлено наличием на Туристской улице станции метро «Беговая», что в будущем может вызвать путаницу. При этом на аргумент о том, что на Богатырском проспекте уже есть станция — «Пионерская», топонимисты ответили так: «При прочих равных условиях название по пересекающей улице более удобно для ориентирования». Официальное переименование «Туристской» в «Богатырскую» состоялось 5 июня 2020 года.